# Thamnochortus glaber
Thamnochortus glaber är en gräsväxtart som först beskrevs av Maxwell Tylden Masters, och fick sitt nu gällande namn av Neville Stuart Pillans. Thamnochortus glaber ingår i släktet Thamnochortus och familjen Restionaceae. Inga underarter finns listade i Catalogue of Life.